# August van Saksen-Weißenfels
August van Saksen-Weißenfels (Dresden, 14 februari 1614 - Halle, 4 juni 1680) was van 1638 tot aan zijn dood diocesaan administrator van het aartsbisdom Maagdenburg, van 1656 tot aan zijn dood hertog van Saksen-Weißenfels, van 1659 tot aan zijn dood graaf van Barby en van 1663 tot aan zijn dood vorst van Querfurt. Hij behoorde tot de Albertijnse linie van het huis Wettin.

## Levensloop
August was de tweede zoon van keurvorst Johan George I van Saksen en diens echtgenote Magdalena Sibylle, dochter van hertog Albrecht Frederik van Pruisen. 
Op 23 januari 1628 werd de toen dertienjarige August door de kapittel van de Dom van Maagdenburg verkozen tot diocesaan administrator in opvolging van Christiaan Willem van Brandenburg. Op dat moment was hij reeds drie jaar coadjutor. August kon echter niet intreden in zijn ambt als administrator, omdat na de Verovering van Maagdenburg in 1631 de door de paus en keizer gesteunde Leopold Willem van Oostenrijk, die Maagdenburg wilde rekatholiseren  geïnstalleerd werd als aartsbisschop. Bij de Vrede van Praag (1635) in 1635 werd Augusts regering over het aartsbisdom Maagdenburg bevestigd, maar hij kon echter pas in het mandaat geïnstalleerd worden op 18 oktober 1638, nadat de Zweden het keizerlijke leger uit Maagdenburg verdreven hadden. Nadat hij een neutraliteitsverdrag had gesloten met de Zweedse veldmaarschalk Lennart Torstenson, kon hij in augustus 1642 de volledige controle over Maagdenburg verwerven. Hierdoor kon hij beginnen aan de heropbouw van Maagdenburg
In 1643 werd hij door vorst Lodewijk I van Anhalt-Köthen opgenomen in het Vruchtdragende Gezelschap. Hij droeg als gezelschapsnaam de Weloverwogene en als motto in goede deugdelijkheid. Als embleem kreeg hij de bevernel.
Na het overlijden van zijn vader in 1656 en de verdeling van het keurvorstendom Saksen op 22 april 1657 tussen August en zijn broers hertog Maurits van Saksen-Zeitz, hertog Christiaan I van Saksen-Merseburg en keurvorst Johan George II van Saksen, kwam hij in het bezit van het hertogdom Saksen-Weißenfels. Hij kon zijn gebiedsdomeinen uitbreiden: in 1659 kwam hij in het bezit van het graafschap Barby, in 1663 gevolgd door het vorstendom Querfurt. In 1660 legde hij de eerste steen van het Slot Neu-Augustenburg in Weißenfels.
Op 15 juli 1667 werd August voorzitter van het Vruchtdragende Gezelschap, hoewel hij zich niet actief bezighield met kunst en wetenschappen. Als kunstliefhebber bevorderde hij aan zijn hof wel muziek en theater. Onder zijn leiding ontwikkelde het Vruchtdragende Gezelschap zich meer en meer tot een hoofse organisatie met representatieopdrachten. Door zijn liefde voor pracht en praal en zijn spilzucht belastte hij zijn nakomelingen echter met een hoge schuldenberg.
In juni 1680 stierf August op 65-jarige leeftijd in Halle. 

## Huwelijken en nakomelingen
Op 23 november 1647 huwde hij in Schwerin met Anna Maria (1627-1669), dochter van hertog Adolf Frederik I van Mecklenburg-Schwerin. Ze kregen twaalf kinderen:
- Magdalena Sibylla (1648-1681), huwde in 1669 met hertog Frederik I van Saksen-Gotha-Altenburg
- Johan Adolf I (1649-1697), hertog van Saksen-Weißenfels
- August (1650-1674), proost van de Dom van Maagdenburg
- Christiaan (1652-1689), generaal-veldmaarschalk in het Keur-Saksische leger.
- Anna Maria (1653-1671)
- Sophia (1654-1724), huwde in 1676 met vorst Karel Willem van Anhalt-Zerbst
- Catharina (1655-1663)
- Christina (1656-1698), huwde in 1676 met August Frederik van Sleeswijk-Holstein-Gottorp, bisschop van Lübeck
- Hendrik (1657-1728), hertog van Saksen-Weißenfels-Barby
- Albrecht (1659-1692)
- Elisabeth (1660-1663)
- Dorothea (1662-1663)

Op 29 januari 1672 huwde hij in Halle met zijn tweede echtgenote Johanna Walpurgis (1647-1687), dochter van graaf Georg Wilhelm zu Leiningen-Westerburg (1619-1695). Ze kregen drie zonen:
- Frederik van Saksen-Weißenfels-Dahme (1673-1715), hertog van Saksen-Weißenfels-Dahme
- Maurits van Saksen-Weißenfels (1676-1695)
- een doodgeboren zoon (1679)